# Ланштайн
Ланштайн (нем. Lahnstein) — город в Германии, в земле Рейнланд-Пфальц. 
Входит в состав района Рейн-Лан.  Население составляет 17 870 человек (на 31 декабря 2010 года). Занимает площадь 36,85 км². Официальный код  —  07 1 41 075.
Город подразделяется на 3 городских района.

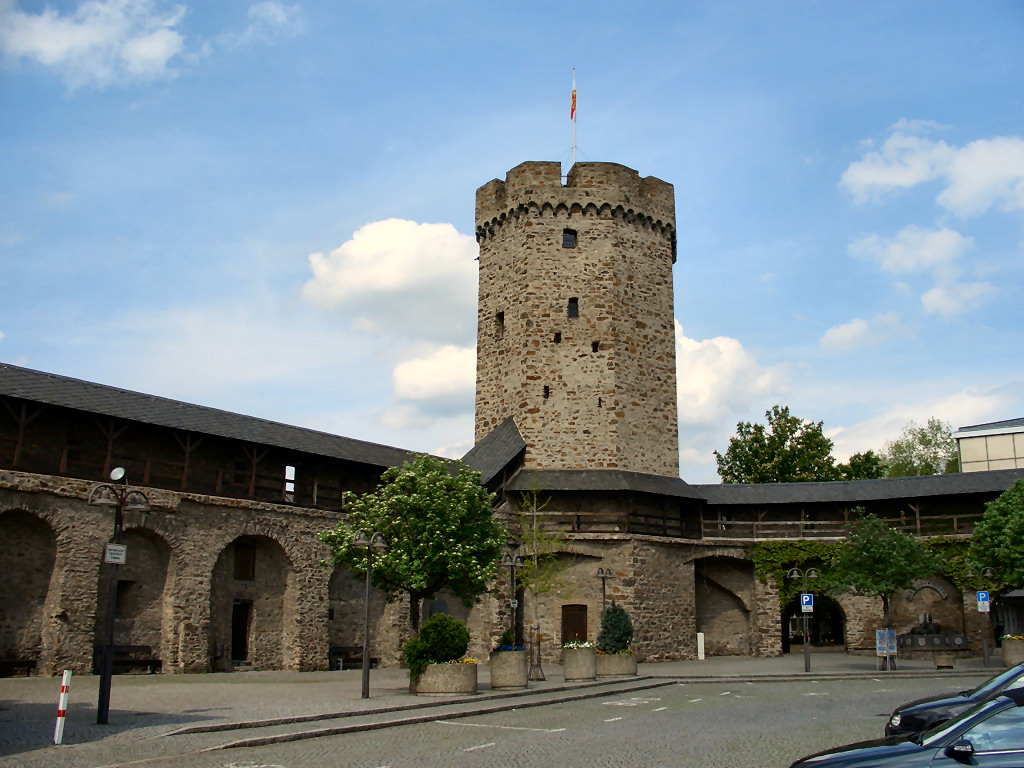
Ведьмина башня в Ланштайне

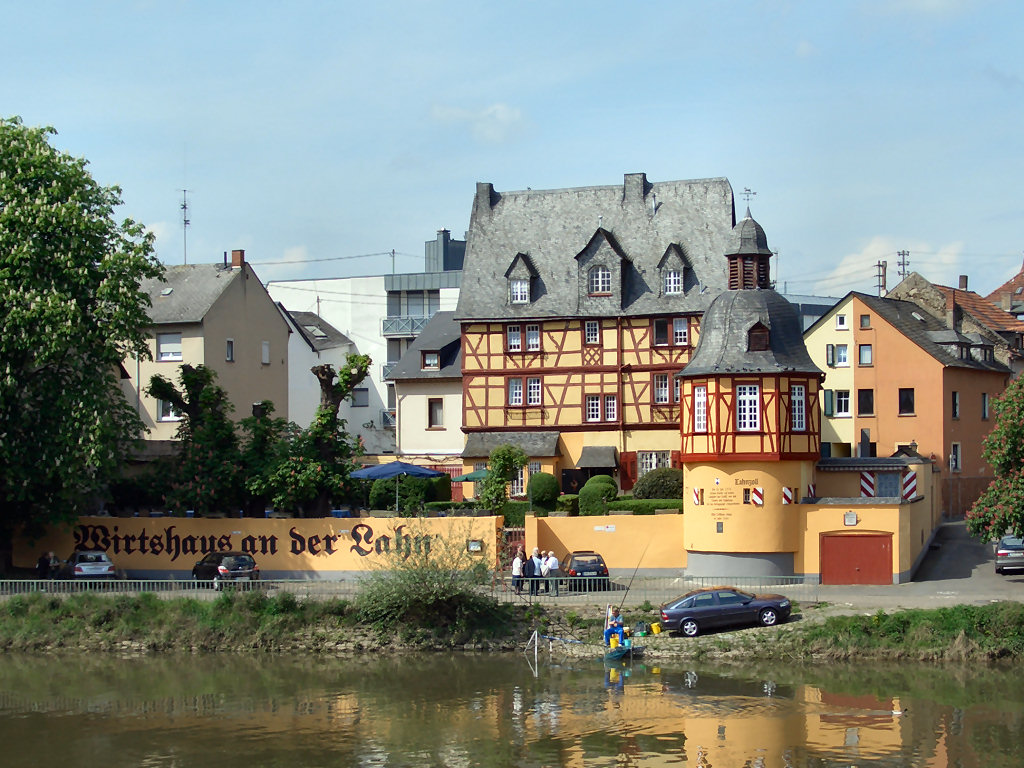
Гостиница на реке Лан

## Фотографии

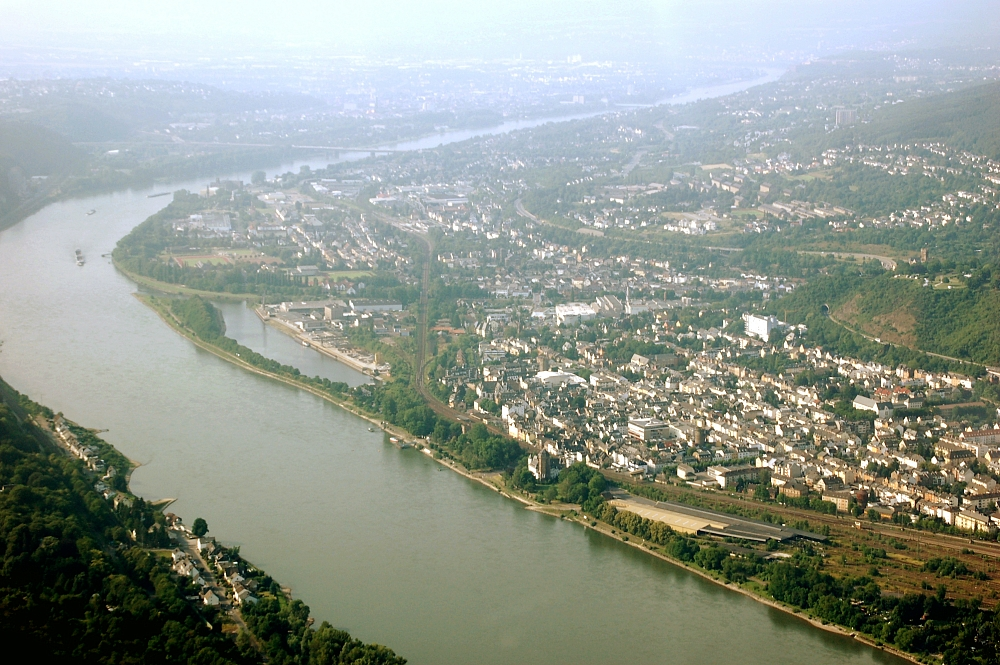
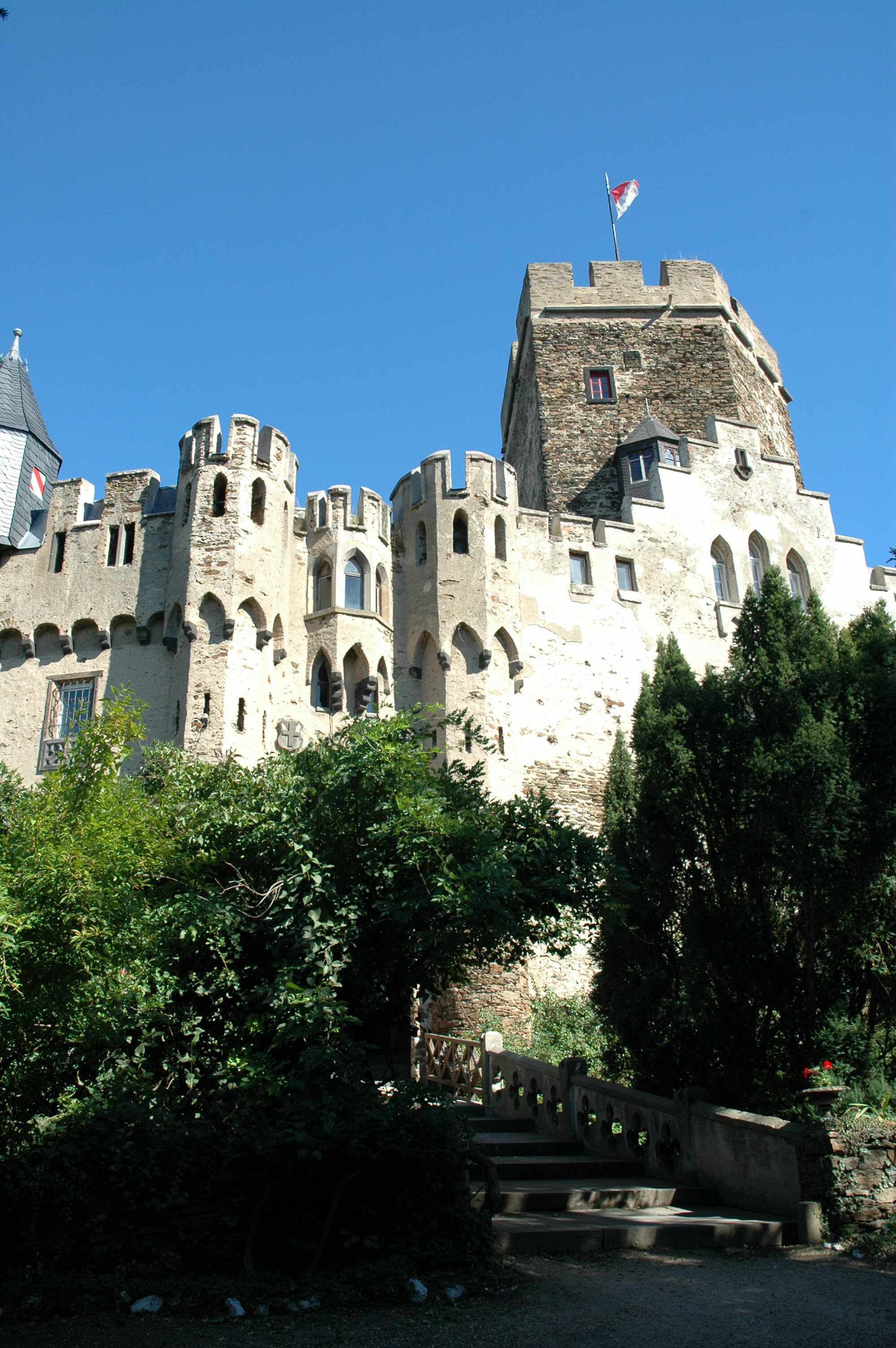
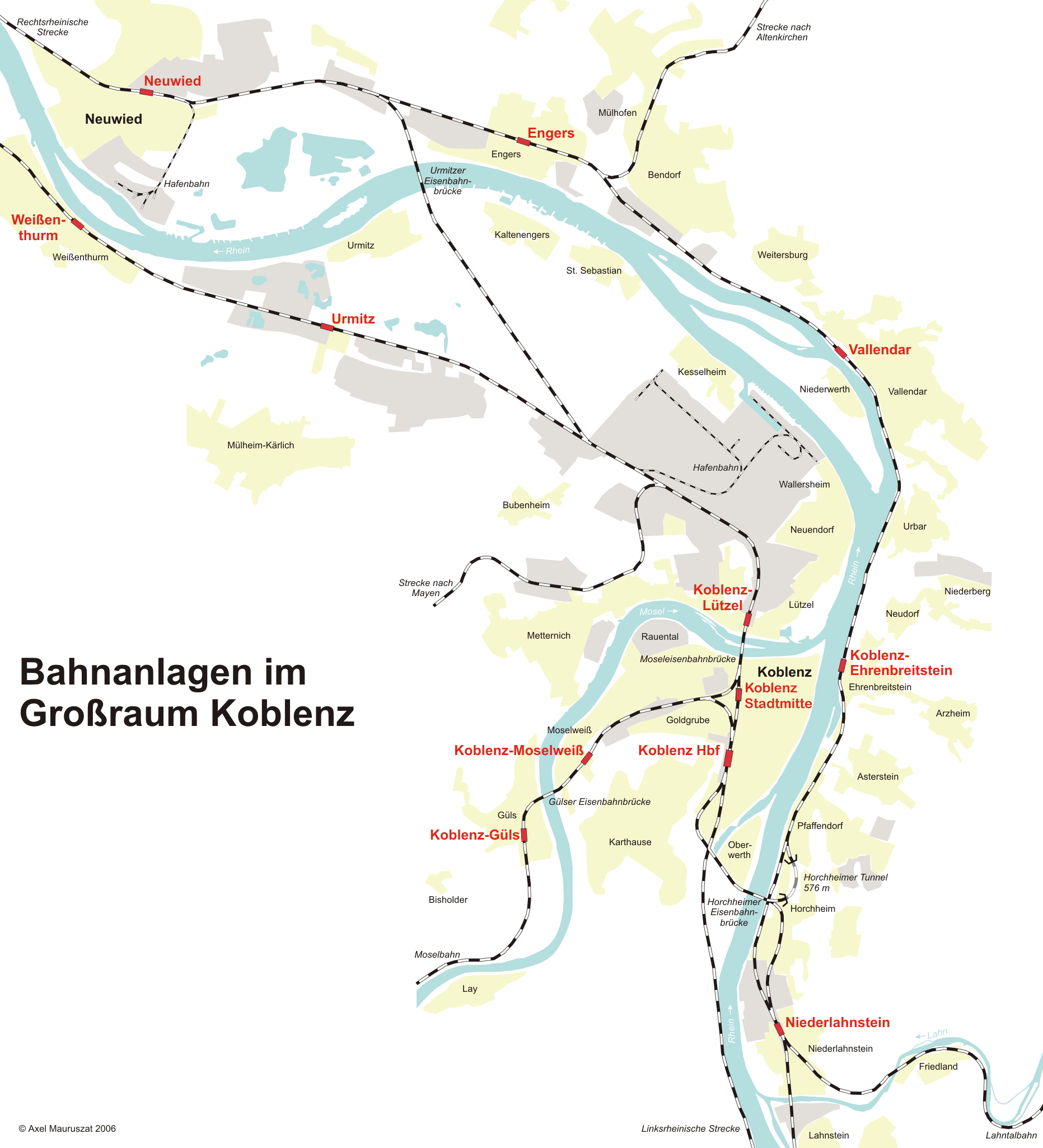

## Достопримечательности
- Замок Ланек